# Tárnokréti
Tárnokréti là một thị trấn thuộc hạt Győr-Moson-Sopron, Hungary. Thị trấn này có diện tích 9,54 km², dân số năm 2010 là 202 người, mật độ 21 người/km².